# Sebastiania leptopoda
Sebastiania leptopoda är en törelväxtart som beskrevs av Cyrus Longworth Lundell. Sebastiania leptopoda ingår i släktet Sebastiania och familjen törelväxter. Inga underarter finns listade i Catalogue of Life.